# Wicked (álbum)
Wicked é uma trilha sonora que contém a maioria das músicas do musical da Broadway vencedor do Tony Award Wicked, com música e letras do compositor Stephen Schwartz e libreto do escritor Winnie Holzman. Lançado em 16 de dezembro de 2003 pela Decca Broadway nos formatos físicos e digitais. O primeiro lançamento contém um prefácio e uma curta sinopse feitos por Gregory Maguire, que escreveu o romance de 1995 Wicked: The Life and Times of the Wicked Witch of the West, sobre o qual o musical se baseia, além de letras no encarte para as canções incluídas.
O compositor e letrista de Wicked, Stephen Schwartz, produziu o álbum com ajuda de Frank Filipetti, Jill Dell'Abate, Jason Spears, Justin Shturtz, Jason Stasium e Ted Jensen. O álbum original do elenco de Wicked foi gravado em 10 de novembro de 2003, com o elenco completo e orquestra, nos estúdios Right Track Studios e masterizado no Sterling Sound na cidade de Nova Iorque.
A gravação recebeu críticas positivas e teve um sucesso comercial substancial. Recebeu o Grammy Award de 2005 de melhor álbum de musical. Inicialmente atingiu o pico de número 125 na Billboard 200 em 2003, alcançando o novo pico de 77 em 2011. O álbum foi certificado como disco de platina pela RIAA em 30 de novembro de 2006, recebendo o disco de platina duplo, quatro anos mais tarde, em 8 de novembro de 2010. Vendeu 2.439.000 cópias nos Estados Unidos ate fevereiro de 2014.

## Lista de faixas
Todas as faixas escritas e compostas por Stephen Schwartz. 
| N.º | Título                                                | Intérprete(s)                                                                                         | Duração |  |
| 1.  | "Overture / No One Mourns the Wicked"                 | Kristin Chenoweth, Sean McCourt, Cristy Candler, Jan Neuberger, Ensemble                              | 6:40    |  |
| 2.  | "Dear Old Shiz"                                       | Kristin Chenoweth, Ensemble                                                                           | 1:26    |  |
| 3.  | "The Wizard and I"                                    | Idina Menzel, Carole Shelley                                                                          | 5:09    |  |
| 4.  | "What Is This Feeling?"                               | Kristin Chenoweth, Idina Menzel, Ensemble                                                             | 3:32    |  |
| 5.  | "Something Bad"                                       | William Youmans, Idina Menzel                                                                         | 1:39    |  |
| 6.  | "Dancing Through Life"                                | Norbert Leo Butz, Kristin Chenoweth, Christopher Fitzgerald, Michelle Federer, Idina Menzel, Ensemble | 7:37    |  |
| 7.  | "Popular"                                             | Kristin Chenoweth                                                                                     | 3:44    |  |
| 8.  | "I'm Not That Girl"                                   | Idina Menzel                                                                                          | 2:58    |  |
| 9.  | "One Short Day"                                       | Kristin Chenoweth, Idina Menzel, Ensemble                                                             | 3:03    |  |
| 10. | "A Sentimental Man"                                   | Joel Grey                                                                                             | 1:15    |  |
| 11. | "Defying Gravity"                                     | Idina Menzel, Kristin Chenoweth, Ensemble                                                             | 5:53    |  |
| 12. | "No One Mourns the Wicked (Reprise) / Thank Goodness" | Kristin Chenoweth, Carole Shelley, Ensemble                                                           | 6:22    |  |
| 13. | "Wonderful"                                           | Joel Grey, Idina Menzel                                                                               | 4:57    |  |
| 14. | "I'm Not That Girl (Reprise)"                         | Kristin Chenoweth                                                                                     | 0:49    |  |
| 15. | "As Long as You're Mine"                              | Idina Menzel, Norbert Leo Butz                                                                        | 3:45    |  |
| 16. | "No Good Deed"                                        | Idina Menzel                                                                                          | 3:31    |  |
| 17. | "March of the Witch Hunters"                          | Christopher Fitzgerald, Ensemble                                                                      | 1:30    |  |
| 18. | "For Good"                                            | Kristin Chenoweth, Idina Menzel                                                                       | 5:06    |  |
| 19. | "Finale: For Good (Reprise)"                          | Kristin Chenoweth, Idina Menzel, Ensemble                                                             | 1:41    |  |

## Edição especial de cinco anos
Uma edição especial de aniversário de cinco anos do elenco original da Broadway foi laçado em 28 de outubro de 2008, com um CD bônus que inclui as faixas "Dancing Through Life", "Popular", "As Long as You're Mine" e "No Good Deed" da gravações do elenco japonês e alemão de Wicked, "I'm Not that Girl" por Kerry Ellis, "Making Good" - uma canção que não fez o corte final do show - por Stephanie J. Block, uma versão dance mix de "Defying Gravity" por Idina Menzel e "For Good" interpretada por LeAnn Rimes e Delta Goodrem.

### Lista de faixas
| N.º | Título                                                              | Performer(s)                          | Duração |  |
| 1.  | "For Good"                                                          | LeAnn Rimes & Delta Goodrem           | 4:15    |  |
| 2.  | "I'm Not that Girl"                                                 | Kerry Ellis                           | 3:49    |  |
| 3.  | "Making Good"                                                       | Stephanie J. Block & Stephen Schwartz | 4:00    |  |
| 4.  | "Solang Ich Dich Hab" (Alemão: "As Long as You're Mine")            | Willemijn Verkaik & Mark Seibert      | 3:47    |  |
| 5.  | "Gutes Tun" (Alemão: "No Good Deed")                                | Willemijn Verkaik                     | 3:33    |  |
| 6.  | "Jinnsei Wo Odori-Akase" (Japonês: "Dancing Through Life")          | Li Tao & Company                      | 7:37    |  |
| 7.  | "Popyuraa" (Japonês: "Popular")                                     | Miyuki Numao                          | 3:45    |  |
| 8.  | "Defying Gravity" (Dance Mix - Tracy Young Flying Monkey Radio Mix) | Idina Menzel                          | 3:44    |  |

## Ediçãodeluxe
A edição deluxe contém dois CDs em uma embalagem digipak com arte de décimo aniversário do musical, um encarte com novos ensaios pelo compositor e letrista  Stephen Schwartz, e Gregory Maguire, autor de Wicked: The Life and Times da Wicked Witch of the West, o romance no qual o musical se baseia. A única diferença na lista de faixas entre essa edição para a de cinco anos, é a inclusão de Popular Song, canção do artista britânico Mika com participação da cantora estadunidense Ariana Grande. A canção foi inspirada em "Popular" do musical Wicked.

### Lista de faixas
| N.º | Título                                                              | Performer(s)                           | Duração |  |
| 1.  | "For Good"                                                          | LeAnn Rimes & Delta Goodrem            | 4:15    |  |
| 2.  | "I'm Not that Girl"                                                 | Kerry Ellis                            | 3:49    |  |
| 3.  | "Making Good"                                                       | Stephanie J. Block & Stephen Schwartz  | 4:00    |  |
| 4.  | "Solang Ich Dich Hab" (Alemão: "As Long as You're Mine")            | Willemijn Verkaik & Mark Seibert       | 3:47    |  |
| 5.  | "Gutes Tun" (Alemão: "No Good Deed")                                | Willemijn Verkaik                      | 3:33    |  |
| 6.  | "Jinnsei Wo Odori-Akase" (Japonês: "Dancing Through Life")          | Li Tao & Company                       | 7:37    |  |
| 7.  | "Popyuraa" (Japonês: "Popular")                                     | Miyuki Numao                           | 3:45    |  |
| 8.  | "Defying Gravity" (Dance Mix - Tracy Young Flying Monkey Radio Mix) | Idina Menzel                           | 3:44    |  |
| 9.  | "Popular Song"                                                      | Mika com participação de Ariana Grande | 3:44    |  |

## Álbum em alemão
Em 2007, o elenco original de Estugarda regravou o álbum Wicked em alemão, antes da abertura da produção alemã em Estugarda naquele ano. O álbum recebeu o título de Wicked Das Musical - Die Hexen von Oz.

### Lista de faixas
Todas as faixas escritas e compostas por Stephen Schwartz. 
| N.º | Título                       | Intérprete(s)                                                                            | Duração |  |
| 1.  | "Keiner weint um Hexen"      | Lucy Scherer, Stefan Poslovoski, Emma Hunter, Francesca Taverni, Ensemble                | 6:42    |  |
| 2.  | "Gutes altes Glizz"          | Ensemble                                                                                 | 1:26    |  |
| 3.  | "Der Zauberer und ich"       | Angelika Wedekind, Willemijn Verkaik                                                     | 5:12    |  |
| 4.  | "Was fühl ich in mir?"       | Lucy Scherer, Willemijn Verkaik, Ensemble                                                | 3:36    |  |
| 5.  | "Nicht ist mehr geheuer"     | Michael Günther, Willemijn Verkaik                                                       | 1:41    |  |
| 6.  | "Tanz durch die Welt"        | Mark Seibert, Lucy Scherer, Stefan Stara, Nicole Radeschnig, Willemijn Verkaik, Ensemble | 7:38    |  |
| 7.  | "Heißgeliebt"                | Lucy Scherer                                                                             | 3:48    |  |
| 8.  | "Ich bin es nicht"           | Willemijn Verkaik                                                                        | 3:02    |  |
| 9.  | "Nur ein Tag"                | Lucy Scherer, Willemijn Verkaik, Ensemble                                                | 3:05    |  |
| 10. | "Ein seelenvoller Mann"      | Carlo Lauber                                                                             | 1:18    |  |
| 11. | "Frei und Schwerelos"        | Lucy Scherer, Willemijn Verkaik, Ensemble                                                | 6:00    |  |
| 12. | "Wie herrlich"               | Lucy Scherer, Angelika Wedekind, Ensemble                                                | 6:25    |  |
| 13. | "Wundervoll"                 | Carlo Lauber, Willemijn Verkaik                                                          | 5:00    |  |
| 14. | "Ich bin es nicht (Reprise)" | Lucy Scherer                                                                             | 0:52    |  |
| 15. | "Solang ich dich hab"        | Willemijn Verkaik & Mark Seibert                                                         | 3:48    |  |
| 16. | "Gutes tun"                  | Willemijn Verkaik                                                                        | 3:33    |  |
| 17. | "Marsch der Hexenjäger"      | Stefan Stara, Ensemble                                                                   | 1:33    |  |
| 18. | "Wie ich bin"                | Lucy Scherer, Willemijn Verkaik                                                          | 5:10    |  |
| 19. | "Finale"                     | Lucy Scherer, Willemijn Verkaik, Ensemble                                                | 1:42    |  |

## Edição brasileira
A montagem da peça no Brasil em 2016 não foi lançada em qualquer formato físico ou digital.
| Estados Unidos                 | Brasil                          |
| ------------------------------ | ------------------------------- |
| "No One Mourns the Wicked"     | "Sem Perdão À Bruxa"            |
| "Dear Old Shiz"                | "Nossa Shiz"                    |
| "The Wizard and I"             | "O Mágico e Eu"                 |
| "What Is This Feeling?"        | "Ódio"                          |
| "Something Bad"                | "Algo Mau"                      |
| "Dancing Through Life"         | "É Só Dançar"                   |
| "Popular"                      | "Popular"                       |
| "I'm Not That Girl"            | "Não É Pra Mim"                 |
| "One Short Day"                | "Venha Ver"                     |
| "A Sentimental Man"            | "Sentimental"                   |
| "Defying Gravity"              | "Desafiar a Gravidade"          |
| "Thank Goodness"               | "Que Dia"                       |
| "The Wicked Witch of the East" | "A Bruxa Má do Leste"           |
| "Wonderful"                    | "Mágico"                        |
| "I'm Not That Girl (Reprise)"  | "Não É Pra Mim (Reprise)"       |
| "As Long as You're Mine"       | "Se Eu Tenho Você"              |
| "No Good Deed"                 | "Todo Bem Tem Seu Preço"        |
| "March of the Witch Hunters"   | "Marcha dos Caçadores de Bruxa" |
| "For Good"                     | "Tudo Mudou"                    |
| "Finale: For Good (Reprise)"   | "Finale: Tudo Mudou (Reprise)"  |

## Regravações
- Em 2007, Idina Menzel regravou "Defying Gravity" em uma versão solo e a lançou como single.
- Kerry Ellis regravou as canções "Defying Gravity" e "I'm Not That Girl" em versões rock para o seu álbum Wicked in Rock (2008), produzido pelo guitarrista do Queen, Brian May.
- Julia Murney regravou "I'm Not That Girl" para seu álbum I'm Not Waiting (2006).